# Saint-Bris-le-Vineux
Saint-Bris-le-Vineux är en kommun i departementet Yonne i regionen Bourgogne-Franche-Comté i norra Frankrike. Kommunen ligger i kantonen Auxerre-Est som tillhör arrondissementet Auxerre. År 2022 hade Saint-Bris-le-Vineux 1 024 invånare.
Vita viner i Bourgogne görs normalt av Chardonnay eller Aligoté. Saint Bris är det enda stället i Bourgogne där det är tillåtet att göra viner av druvorna Sauvignon Blanc eller Sauvignon Gris.

## Befolkningsutveckling
Antalet invånare i kommunen Saint-Bris-le-Vineux
| Referens: INSEE |